# Aix (geslacht)
Aix is een geslacht van vogels uit de familie eenden, ganzen en zwanen (Anatidae). Het geslacht telt twee soorten.

## Soorten
- Aix galericulata – Mandarijneend
- Aix sponsa – Carolina-eend